# Kozia Szyja

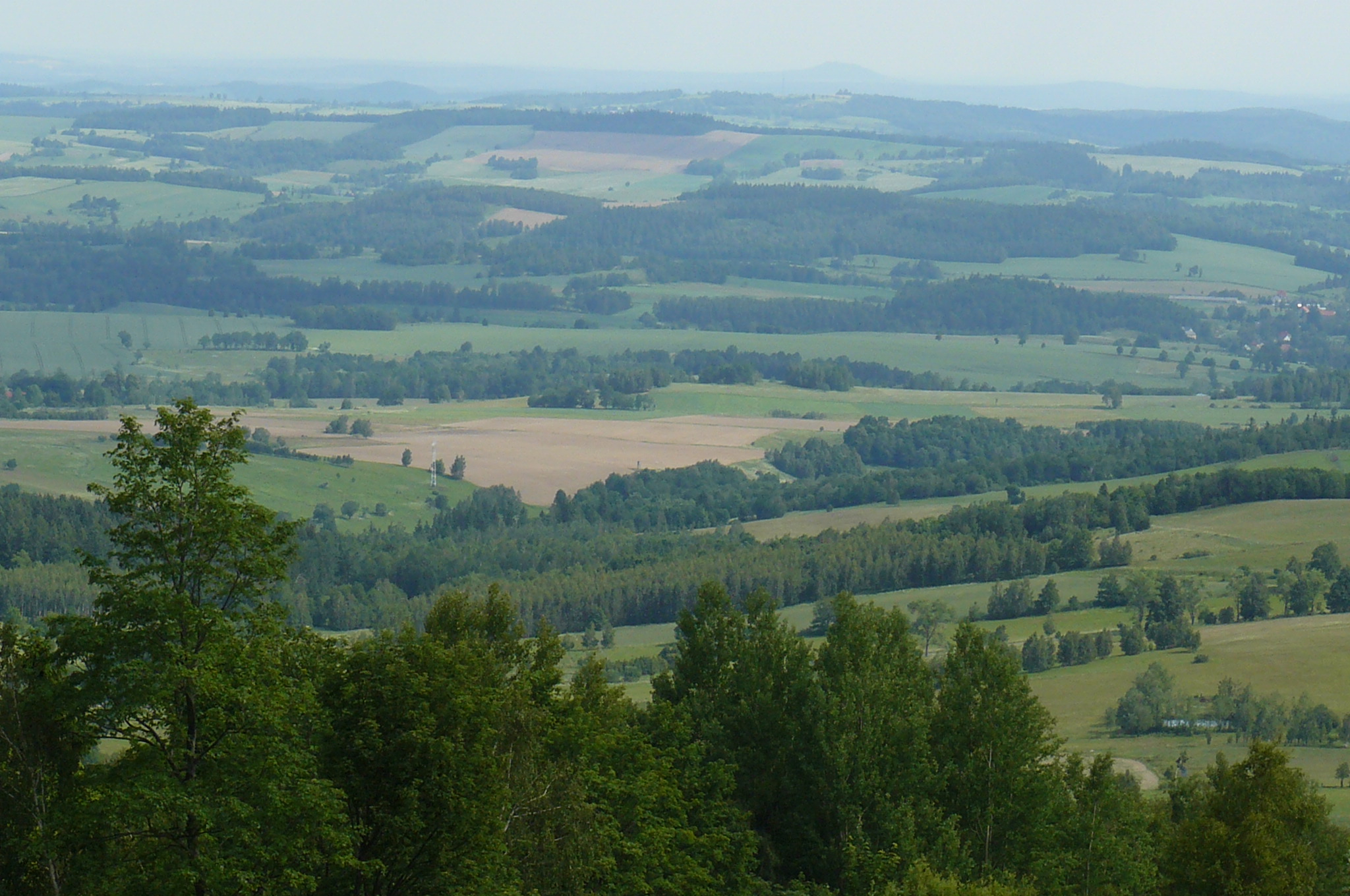
Widok z Koziej Szyi na Pogórze Izerskie

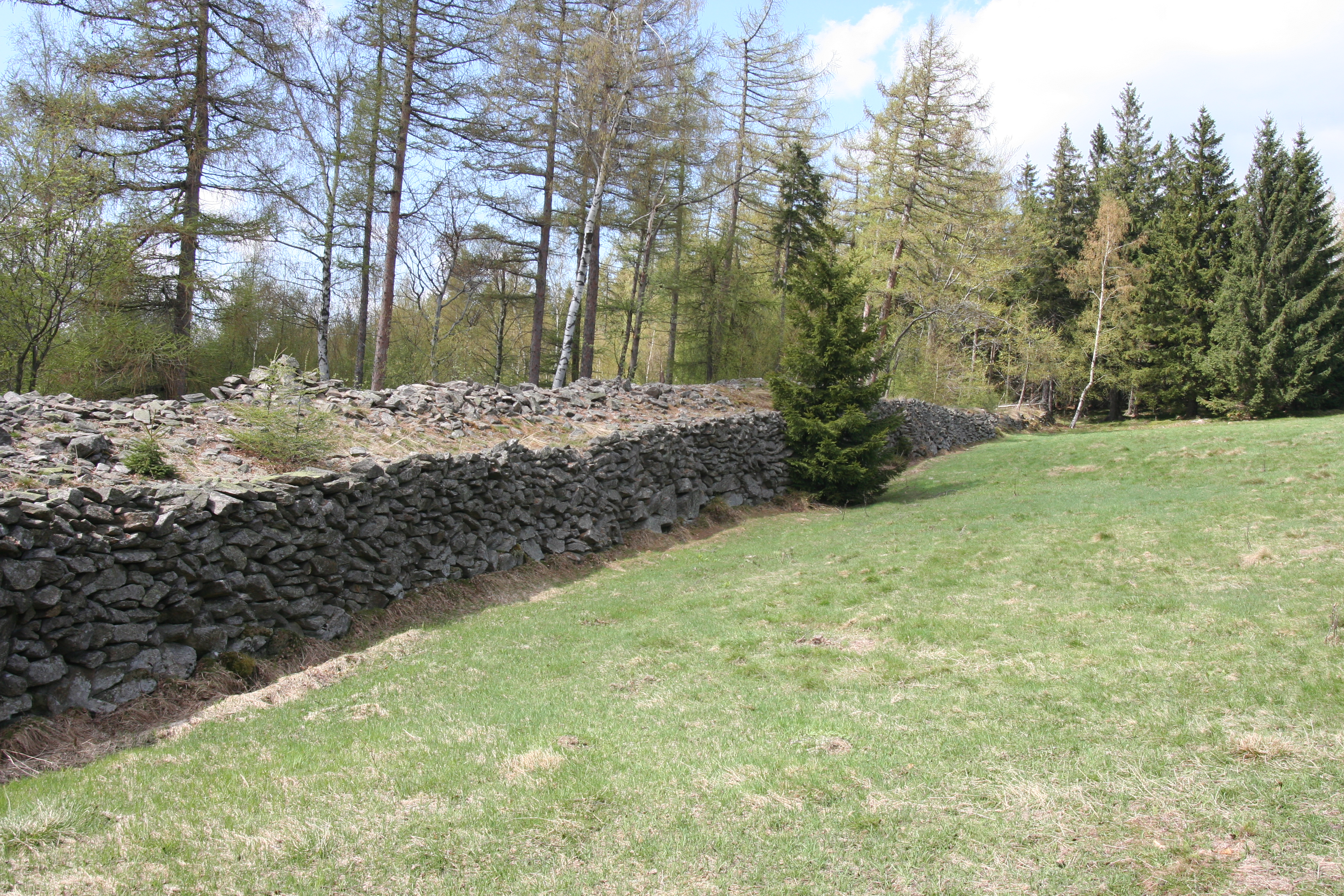
Fragment wałów kamiennych w górnej części północnego zbocza Koziej Szyi

Kozia Szyja (niem. Ziegenhalsberg) – wzniesienie o wysokości 748 m n.p.m., w południowo-zachodniej Polsce, w Sudetach Zachodnich, w Górach Izerskich, w Grzbiecie Kamienickim.

## Lokalizacja
Wzniesienie położone jest w Sudetach Zachodnich, w północno-wschodniej części Gór Izerskich, we wschodniej części Grzbietu Kamienieckiego Gór Izerskich, około 2,4 km na południowy wschód od miejscowości Chromiec. Na zachodzie łączy się z Kopaniem, na wschodzie z Ciemniakiem.

### Charakterystyka
Niewielkie wzniesienie z niewyraźnie podkreśloną częścią szczytową, wyrastające w kształcie słabo zaznaczonej kopuły we wschodniej części Grzbietu Kamienickiego. Powierzchnia wierzchowiny grzbietu jest tak wyrównana, że wierzchołek w terenie jest trudno rozpoznawalny. Zbocza: zachodnie i wschodnie są prawie poziome, zbocze północne i południowe stromo opadają w kierunku dolin rzek, północne w kierunku Kamienicy a południowe w kierunku Małej Kamiennej. Na zachód od szczytu wznosi się Kamienica, najwyższe wzniesienie w Grzbiecie Kamienickim Gór Izerskich. Na północnym zboczu wzniesienia znajduje się sieć tajemniczych kamiennych murów kojarzących się z budowlami ziemnymi. Stanowią pamiątka po dawnych mieszkańcach tych ziem, ale nie wiadomo, kto kiedy ani też, w jakim celu je wybudował.

### Budowa geologiczna
Kozia Szyja znajduje się w obrębie metamorfiku izerskiego (północno-zachodnia część bloku karkonosko-izerskiego). Wzniesienie zbudowane jest ze skał metamorficznych wieku staropaleozoicznego – granitów i granitognejsów.

### Szata roślinna
Szczyt i południowe zbocze oraz częściowo wschodnie i zachodnie porasta las, zbocze północne zajmują łąki i pola uprawne.

### Historia
Na zboczach wzniesienia eksploatowano w średniowieczu złoto. Pierwsze wyrobiska powstały na początku XIII wieku. Zbocza Koziej Szyi, a szczególnie Złota Jama, położona na południowym zboczu, często wymieniane są w "walońskich księgach" jako miejsca występowania złota.

### Turystyka
Przez szczyt prowadzi szlak turystyczny:
- niebieski – szlak z Świeradowa przez Sępią Górę, Rozdroże Izerskie na Wrzosówkę, Zimną Przełęcz, do Rybnicy i dalej.
- Do parkingu poniżej szczytu wzniesienia dochodzi północnym zboczem droga z Kopańca.
- Okoliczne łąki wzniesienia oraz górne partie drogi asfaltowej stanowią wspaniałe rozległe punkty widokowe: na południu – Wysoki Grzbiet Gór Izerskich z Wysokim Kamieniem i Izerskimi Garbami oraz Karkonosze od Śnieżki po Szrenicę, a na północy – wspaniała panorama na Pogórze Izerskie, Góry Kaczawskie i Jelenią Górę. W oddali widoczne stożki po wygasłych wulkanach: z zamkiem Grodziec i Ostrzyca.